# Mai 1765
Cette page présente les faits marquants du mois de mai 1765.

## Événements
- 3 mai : début du gouvernement de Robert Clive au Bengale (fin le 20 janvier 1767)[1].